# Sunstorm Interactive
Sunstorm Interactive est une entreprise de jeu vidéo américaine fondée en 1995.

## Jeux
Chasse
- Bird Hunter: Upland Edition
- Bird Hunter: Waterfowl Edition
- Bird Hunter: Wild Wings Edition
- Bird Hunter 2003: Legendary Hunting
- Buckmasters Deer Hunting
- Buckmasters Top Bow Championship
- Deep Sea Trophy Fishing
- Deer Hunter
- Deer Hunter's Extended Season
- Deer Hunter 2
- Deer Hunter 2: Extended Season
- Deer Hunter 3
- Deer Hunter 3 GOLD
- Deer Hunter 4
- Deer Hunter 2003
- Feed'n Chloe
- Fishermans Paradise
- Grand Slam Turkey Hunter
- Hunting Unlimited
- Pro Bass Fishing
- Primal Prey
- Rocky Mountain Trophy Hunter
- Rocky Mountain Trophy Hunter: Alaskan Expedition
- Rocky Mountain Trophy Hunter 2
- Rocky Mountain Trophy Hunter 3
- SHARK! Hunting The Great White Shark
- Sportsman's Paradise
- Sportsman's Paradise 2
- Wild Turkey Hunt

Add-ons basé sur le Build Engine
- Duke Caribbean: Life's a Beach pour Duke Nukem 3D
- Duke It Out In D.C. pour Duke Nukem 3D
- Duke Xtreme for Duke Nukem 3D
- Cryptic Passage pour Blood
- Redneck Rampage: Suckin' Grits On Route 66 pour Redneck Rampage
- Wanton Destruction pour Shadow Warrior (non commercialisé)

Autres
- 911 Fire Rescue
- Board Game Classics
- Carnivores: Cityscape (basé sur le moteur de Serious Sam)
- Hard Truck: 18 Wheels of Steel
- High Impact Paintball
- Indoor Sports Games
- Land Mine!
- Police Tactical Training
- RC DareDevil
- The Skunny series:
  - Skunny: Back to the Forest
  - Skunny: In The Wild West
  - Skunny Kart
  - Skunny: Save Our Pizzas!
  - Skunny's Desert Raid
  - Skunny: Special Edition
- W! Zone
- Maker
  - Make-up Maker
  - Donut Maker
  - Cake Maker 2
  - Cupcake Maker
  - Sundae Maker
  - ICEE Maker
  - Cake Maker
  - Bride and Groom Maker
  - Cheerleader Maker
  - Dinosaur Maker
  - Aquarium Maker
  - Fondue Maker
  - Cookie Maker
  - Cookie Maker 2
- Drop
  - Dessert Drop
  - Burger Drop
- Snake Sliter
- ICEE
  - ICEE Maker
  - ICEE Arcade